# Вареево
Варе́ево — село в Палехском районе Ивановской области России. Входит в состав Пановского сельского поселения.

## География
Расположена в северо-восточной части Палехского района в 14 км к северо-востоку от Палеха.

## История
По административному делению дореволюционной России село Вареево было центром Вареевской волости, Вязниковского уезда, Владимирской губернии. Располагалось в стороне от Аракчеевского тракта и сначала было известно как Богородское на речке Пичуге.
В 1805 году в селе построена церковь с тремя престолами: Успенья Пресвятой Богородицы, Покрова и Василия Блаженного. До наших дней церковь не сохранилась. К началу XX века Вареево передало свои административные функции придорожной деревне Паново.

## Население
| 1859 | 1905 |
| ---- | ---- |
| 129  | 144  |

| 1859 | 1905 | 2010 |
| ---- | ---- | ---- |
| 129  | ↗144 | ↘2   |